# Campionati del mondo di ciclismo su strada 2016 - Gara in linea maschile Junior
La gara in linea maschile Junior dei Campionati del mondo di ciclismo su strada 2016 si svolse il 14 ottobre 2016 in Qatar, a Doha, su un percorso totale di 135,4 km. Il danese Jakob Egholm vinse la gara con il tempo di 2h58'19" alla media di 45,593 km/h, argento al tedesco Niklas Märkl e a completare il podio lo svizzero Reto Müller.
Presenti alla partenza 185 ciclisti, di cui 112 arrivarono al traguardo.

## Squadre partecipanti
| N.      | Cod. | Squadra       |
| ------- | ---- | ------------- |
| 1-4     | AUT  | Austria       |
| 5-10    | DEN  | Danimarca     |
| 11-15   | USA  | Stati Uniti   |
| 16-22   | FRA  | Francia       |
| 23-28   | SLO  | Slovenia      |
| 29-34   | NED  | Paesi Bassi   |
| 35-40   | KAZ  | Kazakistan    |
| 41-46   | SUI  | Svizzera      |
| 47-52   | BEL  | Belgio        |
| 53-58   | NOR  | Norvegia      |
| 59-63   | ITA  | Italia        |
| 64-68   | GER  | Germania      |
| 69-73   | LUX  | Lussemburgo   |
| 74-78   | RUS  | Russia        |
| 79-82   | CZE  | Cechia        |
| 83-86   | SVK  | Slovacchia    |
| 87-90   | CAN  | Canada        |
| 91-94   | JPN  | Giappone      |
| 95-98   | SWE  | Svezia        |
| 99-101  | NZL  | Nuova Zelanda |
| 102-105 | ALG  | Algeria       |
| 106-107 | MEX  | Messico       |
| 108-110 | ERI  | Eritrea       |
| 111-112 | HUN  | Ungheria      |
| 113-116 | CRC  | Costa Rica    |
| 117-119 | PRT  | Portogallo    |
| 120-122 | AUS  | Australia     |
| 123     | VIE  | Vietnam       |
| 124     | COL  | Colombia      |
| 125-127 | ESP  | Spagna        |

| N.      | Cod. | Squadra              |
| ------- | ---- | -------------------- |
| 128-129 | ALB  | Albania              |
| 130-132 | ARG  | Argentina            |
| 133     | ARU  | Aruba                |
| 134-135 | AZE  | Azerbaigian          |
| 136     | BIH  | Bosnia ed Erzegovina |
| 137-139 | CHN  | Cina                 |
| 140-142 | CRO  | Croazia              |
| 143     | CYP  | Cipro                |
| 144     | GEO  | Georgia              |
| 145-146 | IRA  | Iran                 |
| 147-149 | IRL  | Irlanda              |
| 150     | ISR  | Israele              |
| 151-153 | SAU  | Arabia Saudita       |
| 154     | LAT  | Lettonia             |
| 155     | LIB  | Libano               |
| 156-157 | MAC  | Macao                |
| 158     | MNG  | Mongolia             |
| 159-161 | POL  | Polonia              |
| 162-163 | QAT  | Qatar                |
| 164-165 | ROM  | Romania              |
| 166-168 | RSA  | Sud Africa           |
| 169-170 | SRB  | Serbia               |
| 171-173 | THA  | Tailandia            |
| 174     | TRT  | Trinidad e Tobago    |
| 175-177 | UKR  | Ucraina              |
| 178     | BHR  | Bahrein              |
| 179     | RWA  | Ruanda               |
| 180-182 | TUR  | Turchia              |
| 183-184 | OMA  | Oman                 |
| 185     | CHI  | Cile                 |

## Ordine d'arrivo (Top 10)
| Pos. | Corridore     | Squadra     | Tempo    |
| ---- | ------------- | ----------- | -------- |
| 1    | Jakob Egholm  | Danimarca   | 2h58'19" |
| 2    | Niklas Märkl  | Germania    | a 7"     |
| 3    | Reto Müller   | Svizzera    | s.t.     |
| 4    | Luca Mozzato  | Italia      | s.t.     |
| 5    | Žiga Horvat   | Slovenia    | s.t.     |
| 6    | Žiga Jerman   | Slovenia    | s.t.     |
| 7    | Ide Schelling | Paesi Bassi | s.t.     |
| 8    | Jaka Primožič | Slovenia    | s.t.     |
| 9    | Sedrik Ullebø | Norvegia    | s.t.     |
| 10   | Harry Sweeny  | Australia   | s.t.     |